# Митряевское сельское поселение
Митряевское се́льское поселе́ние — муниципальное образование в Муслюмовском районе Татарстана Российской Федерации.
Административный центр — село Митряево.

## История
Статус и границы сельского поселения установлены Законом Республики Татарстан от 31 января 2005 года № 30-ЗРТ «Об установлении границ территорий и статусе муниципального образования "Муслюмовский муниципальный район" и муниципальных образований в его составе».

## Население
| 2010  | 2011  | 2012  | 2013  | 2014  | 2015  | 2016  |
| ----- | ----- | ----- | ----- | ----- | ----- | ----- |
| 1218  | ↘1214 | ↘1197 | ↘1188 | ↘1167 | ↘1132 | ↘1096 |
| 2017  | 2018  |       |       |       |       |       |
| ↘1094 | ↘1093 |       |       |       |       |       |

## Состав сельского поселения
| № | Населённый пункт | Тип населённого пункта       | Население |
| - | ---------------- | ---------------------------- | --------- |
| 1 | Митряево         | село, административный центр |           |
| 2 | Ольгино          | деревня                      |           |
| 3 | Салауз-Мухан     | село                         |           |
| 4 | Старый Чекмак    | деревня                      |           |
| 5 | Урняк            | деревня                      |           |